# Nipponagonum meridies
Nipponagonum meridies is een keversoort uit de familie van de loopkevers (Carabidae). De wetenschappelijke naam van de soort werd voor het eerst geldig gepubliceerd in 1975 door Akinobu Habu.